# Lycaena antinigrescens
Lycaena antinigrescens är en fjärilsart som beskrevs av Barend J. Lempke 1954. Lycaena antinigrescens ingår i släktet Lycaena och familjen juvelvingar. Inga underarter finns listade i Catalogue of Life.